# قطاراغاج (مقاطعة إقليد)
قطاراغاج (بالفارسية: قطاراغاج) هي قرية تقع في Sedeh District في إيران. يقدر عدد سكانها بـ 111 نسمة بحسب إحصاء 2016.